# Gentiana aquatica
Gentiana aquatica är en gentianaväxtart. Gentiana aquatica ingår i släktet gentianor, och familjen gentianaväxter.

## Underarter
Arten delas in i följande underarter:
- G. a. aquatica
- G. a. laeviuscula
- G. a. baltistanica
- G. a. karelinii